# Valdemar Lund
Valdemar Lund Jensen, né le 28 mai 2003 à Sundby au Danemark, est un footballeur danois qui joue au poste défenseur central au Vejle BK.

## Biographie

### En club
Né à Sundby au Danemark, Valdemar Lund Jensen est formé par le FC Copenhague, club avec lequel il entame sa carrière professionnelle. Devenu capitaine des moins de 19 ans du club, il signe son premier contrat professionnel le 20 décembre 2020, le liant au club jusqu'en juin 2023.
Le 31 octobre 2021, Lund Jensen fait sa première apparition en professionnel lors d'une rencontre de championnat contre le Vejle BK. Il entre en jeu à la place de William Bøving et son équipe l'emporte par trois buts à zéro. Blessé à la hanche en novembre, il est absent pour plusieurs mois.
Il est sacré champion du Danemark en 2021-2022.
Lund est sacré champion du Danemark une deuxième fois pour sa participation à la saison 2022-2023, le FC Copenhague glanant le quinzième titre de son histoire,.
Le 1er février 2024, Valdemar Lund rejoint la Norvège afin de s'engager en faveur du Molde FK. Il signe un contrat courant jusqu'en décembre 2027.
Le 18 août 2025, Valdemar Lund rejoint le Vejle BK sous la forme d'un prêt d'une saison, avec obligation d'achat sous certaines conditions.

### En sélection
Avec les moins de 17 ans, il inscrit trois buts en août 2019 lors de matchs amicaux, contre la Finlande, le Mexique et la Suède. Il marque également un but contre la Lituanie en septembre 2019, lors des éliminatoires du championnat d'Europe des moins de 19 ans 2020.
Le 5 juin 2021, il reçoit sa première sélection en équipe du Danemark des moins de 20 ans, contre les espoirs irlandais (victoire 0-1).
Valdemar Lund joue son premier match avec l'équipe du Danemark espoirs le 24 mars 2023, face à l'Ukraine. Il est titularisé puis remplacé par Oliver Provstgaard lors de cette rencontre où son équipe est battue par trois buts à deux.

## Palmarès

### En club
FC Copenhague
- Championnat du Danemark (2) :
  - Champion : 2021-22 et 2022-23.
- Coupe du Danemark (1) :
  - Vainqueur : 2022-23.